# 麵包超人：妖精琳琳的秘密
妖精琳琳的秘密（日语：それいけあんぱんまん ようせいりんりんのひみつ），或妖精灵灵的秘密，在2008年7月12日公開上映，是面包超人的第20个电影作品。

## 登場人物
面包超人：户田惠子
细菌人：中尾隆圣
妖精琳琳：土屋安娜

## 基本信息
- 导演：永丘昭典
- 发行公司：Tokyo Theatres K.K.
- 发行：曼迪
- 原作：柳濑嵩